# 歌喉讚
《歌喉讚》（英語：Pitch Perfect）是一部在2012年上映的美國音樂喜劇電影，傑森·摩爾執導，凱·卡農編寫劇本，大幅改編自米奇·瑞普金（Mickey Rapkin）的同名文字作品。音樂喜劇元素由以下演員和聲演出，分別是安娜·坎卓克、瑞貝爾·威爾森、史蓋勒·奧斯丁、安娜·坎普、布蘭妮·史諾、伊斯特·迪恩、艾莉克西斯·納普、哈娜·梅·李、凱莉·潔柯、雪莉·芮格娜。
2015年5月15日续集《歌喉讚2》上映。2017年12月27日续集《歌喉讚3》上映。

## 劇情
嚮往DJ工作的大學新鮮人貝卡(安娜·坎卓克飾)，加入一個由怪咖女生等所組成的阿卡貝拉樂團，貝卡為這個講究傳統編曲、注重和聲默契的音樂文化注入新潮的混搭風，準備以耳目一新的姿態問鼎美國大學的阿卡貝拉歌唱大賽。

## 演員

### 主角
美麗女聲合唱團：
- 安娜·坎卓克 飾 貝卡·米切爾(Beca Mitchell)，巴頓大學新生。夢想成為DJ音樂製作人，卻陰錯陽差加入阿卡貝拉樂團美麗女聲。擁有極高音樂天賦，原先是個戒備心重、難以交心的性格，加入美麗女聲後逐漸打開心房，之後更成為新團長。
- 安娜·坎普 飾 歐柏莉·波森(Aubrey Posen)，巴頓大學學生，美麗女聲歌唱團團長，父親為職業軍人，並經常引用父親的話。被身為軍人的父親用十分嚴苛的方式教育長大，因此性格專制獨裁，一開始完全不願接受貝卡的意見，後來終於意識到錯誤，真心接納貝卡，甚至讓貝卡接任團長的位子。
- 布蘭妮·史諾 飾 克蘿伊·比爾(Chloe Beale)，巴頓大學學生，美麗女聲歌唱團副團長，是團員中肢體最好的，負責每次表演的舞蹈編排。從一開始就對貝卡很有好感，是促成貝卡加入美麗女聲的主要人物。聲帶長繭，動手術除掉後變得能發出超低音，成為美麗女聲的低音主唱。
- 瑞貝爾·威爾森 飾 派翠西亞·「胖艾美」·霍巴特(Patricia "Fat Amy" Hobart)，巴頓大學新生，為隊中最胖的團員。個性幽默 常常迸出好笑的話或是做出好笑的事,是一個開心果。
- 艾莉克西斯·納普 飾 史黛西·康拉德(Stacie Conrad)，巴頓大學新生，美麗女聲歌唱團團員，擁有傻大姐性格，卻有著魔鬼身材，一舉一動都充滿誘惑，曾自白極度沉迷性行為。
- 伊斯特·迪恩（英语：Ester Dean） 飾 辛西亞-蘿絲·亞當斯(Cynthia-Rose Adams)，巴頓大學新生，美麗女聲歌唱團團員，是位黑人女同性戀。為美麗女聲的主唱及rapper。
- 哈娜·梅·李（英语：Hana Mae Lee） 飾 莉莉·奧娜高菈瑪菈(Lilly Onakuramara)，巴頓大學新生，美麗女聲歌唱團團員，說話聲音相當小聲而且常說出很可怕的話，負責B-box。
- 凱莉·潔柯 飾 潔西卡·史密斯(Jessica Smith)，巴頓大學新生，美麗女聲歌唱團團員，和Ashley相當要好，經常對人微笑。
- 雪莉·芮格娜 飾 艾許莉·瓊斯(Ashley Jones)，巴頓大學新生，美麗女聲歌唱團團員，和Jessica相當要好，分不清自己是艾許莉還是潔西卡。

### 其他角色
- 史蓋勒·奧斯丁 飾傑西·史旺森(Jesse Swanson)，巴頓大學新生。貝卡曖昧對象，最後在一起。
- 班·普拉特 飾 班吉·阿普爾鮑姆（Benji Applebaum），巴頓大學新生。史蓋勒·奧斯丁 室友 + 社友。
- 亞當·迪凡 飾演 邦普·艾倫（Bumper Allen ），巴頓大學，痞子幫團長，約翰梅爾邀請他進音樂圈，故決賽沒參加。
- 約翰·邁克·希金斯 飾 約翰 ·史密斯（John Smith），阿卡貝拉評論員，目前與蓋兒一起拍攝有關美麗女聲歌唱團的紀錄片。
- 伊莉莎白·班克絲 飾 蓋兒·阿伯納西-麥卡登-費恩伯格（Gail Abernathy-McKadden-Feinberger），阿卡貝拉評論員。

## 制作
電影在2011年12月中拍攝完成，拍攝地在路易斯安那州的巴頓魯治，2012年9月24日在洛杉磯首映，9月28日正式上映。

## 评价
電影上映以來佳評如潮，在爛番茄評論網站139篇評論裡獲得81%的正面評價，大多稱讚其幽默逗趣與華麗的音樂數量，瑞貝爾·威爾森在戲裡的表現尤其受到讚揚。

## 票房
票房亮眼，美國票房6500萬美元，其他地区4000萬美元，首周票房以$14,846,830名列第三，成為音樂喜劇片票房史上上映首周第二高的電影，僅次於《搖滾校園》（School of Rock）。

## 外部連結
- 互联网电影数据库（IMDb）上《歌喉讚》的资料（英文）
- AllMovie上《歌喉讚》的资料（英文）
- Box Office Mojo上《歌喉讚》的資料（英文）
- 爛番茄上《歌喉讚》的資料（英文）
- Metacritic上《歌喉讚》的資料（英文）
- 開眼電影網上《歌喉讚》的資料（繁體中文）
- 时光网上《歌喉讚》的資料（简体中文）
- 豆瓣电影上《歌喉讚》的資料 （简体中文）